# Sphecodes pusillus
Sphecodes pusillus är en biart som beskrevs av Cockerell 1937. Sphecodes pusillus ingår i släktet blodbin, och familjen vägbin. Inga underarter finns listade i Catalogue of Life.